# Campeonato de Futsal de la OFC 1992
El Campeonato de Futsal de la OFC 1992 se llevó a cabo en Brisbane, Australia del 15 al 20 de junio y contó con la participación de 3 selecciones mayores de Oceanía.
Australia se proclamó campeón del torneo tras ser el que sumó más puntos durante el torneo.

## Resultados
| País          | J | G | E | P | GF | GC | GD  | PTS |
| ------------- | - | - | - | - | -- | -- | --- | --- |
| Australia     | 4 | 4 | 0 | 0 | 28 | 6  | +22 | 8   |
| Vanuatu       | 4 | 2 | 0 | 2 | 19 | 24 | -5  | 4   |
| Nueva Zelanda | 4 | 0 | 0 | 4 | 10 | 27 | -17 | 0   |

| Equipo 1      | Resultado | Equipo 2      |
| ------------- | --------- | ------------- |
| Vanuatu       | 1-8       | Australia     |
| Australia     | 9-2       | Nueva Zelanda |
| Nueva Zelanda | 4-9       | Vanuatu       |
| Australia     | 8-3       | Vanuatu       |
| Nueva Zelanda | 0-3       | Australia     |
| Vanuatu       | 6-4       | Nueva Zelanda |

## Campeón
| Campeonato de Futsal de la OFC 1992 |
| ----------------------------------- |
| Bandera de Australia                |
| Australia 1º Título                 |

## Clasificado al Mundial
- Australia